# Heerstraße Brandenburg–Magdeburg
Die Heerstraße von Brandenburg an der Havel nach Magdeburg war vom Mittelalter bis in die Neuzeit eine wichtige Haupt- und Handelsstraße. Sie verband als einer von zwei wichtigen Wegen Magdeburg mit der Mark Brandenburg. Die Handelswege führten aus Westen kommend über Brandenburg weiter in die Städte Spandau und Berlin bis beispielsweise nach Königsberg oder umgekehrt.

## Verlauf

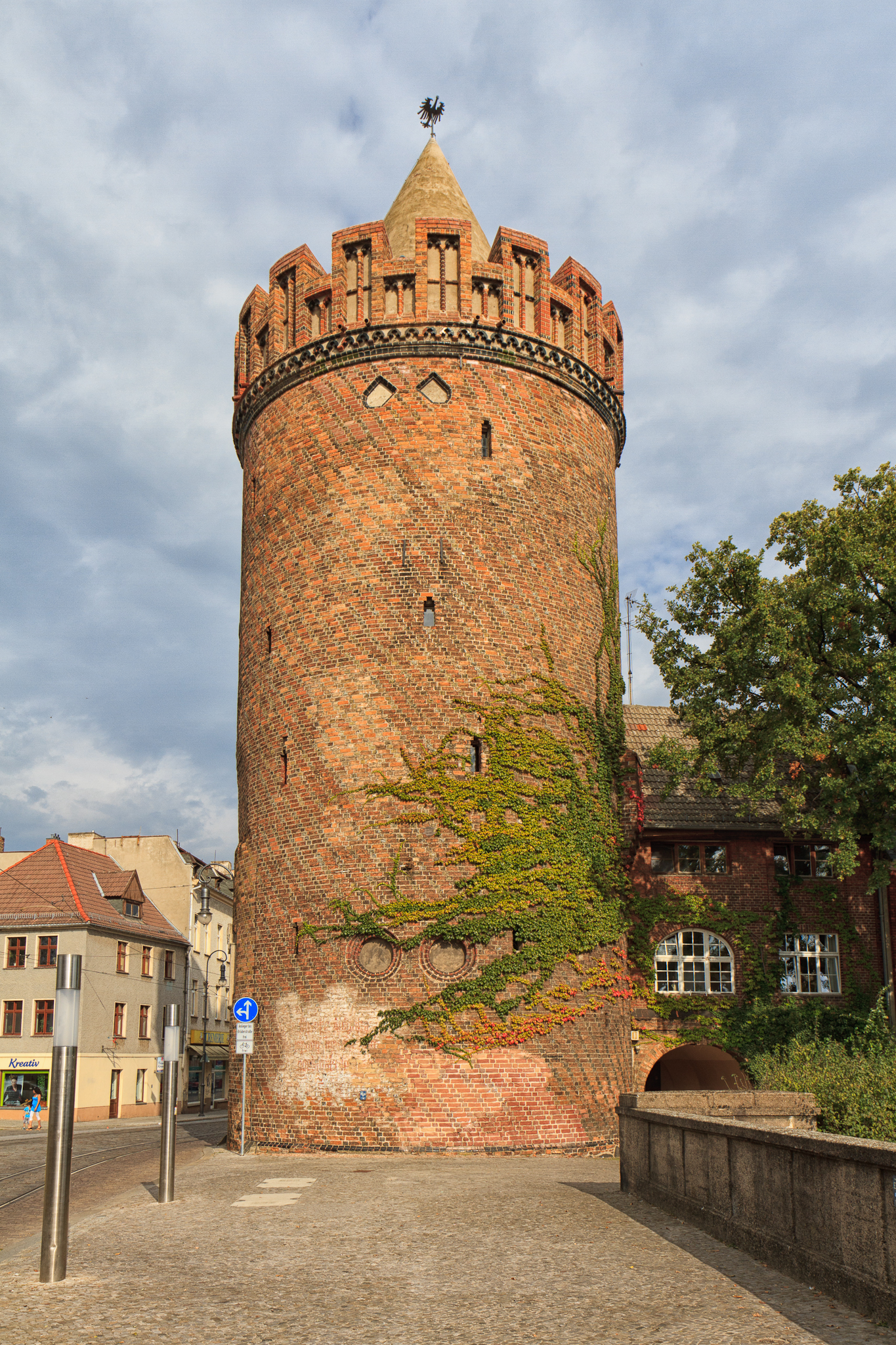
Am Steintor begann die Heerstraße

Die Fernstraße begann am Steintor, dem bedeutendsten Stadttor der Neustadt Brandenburg. Neben dem Verkehrsweg nach Magdeburg begannen an diesem Tor ebenfalls die Fernhandelsstraßen nach Belzig und Wittenberg und nach Zerbst. Die Heerstraße führte zunächst in südwestliche Richtung über die hölzerne Steintorbrücke und zwei weitere Brücken über kleinere Gräben und etwa einen Kilometer außerhalb der Siedlung am städtischen Galgen vorbei. Derartige Hochgerichtsstätten wurden im Mittelalter und der Neuzeit allgemein gut sichtbar an Hauptverkehrsstraßen und außerhalb der Ortschaften errichtet. Nach etwa anderthalb Kilometern zweigte zunächst die wichtige Handelsstraße nach Belzig und Wittenberg und nach weiteren drei Kilometern die nach Zerbst von der Heerstraße in südlichen Richtungen ab. Am Abzweig nach Zerbst befand sich ein erstes Gasthaus, ein sogenannter Krug, an dessen Stelle später das Dorf Wilhelmsdorf gegründet wurde. Zwischen den beiden abzweigenden Handelswegen befand sich auf der Heerstraße eine Brücke über das Flüsschen Plane.

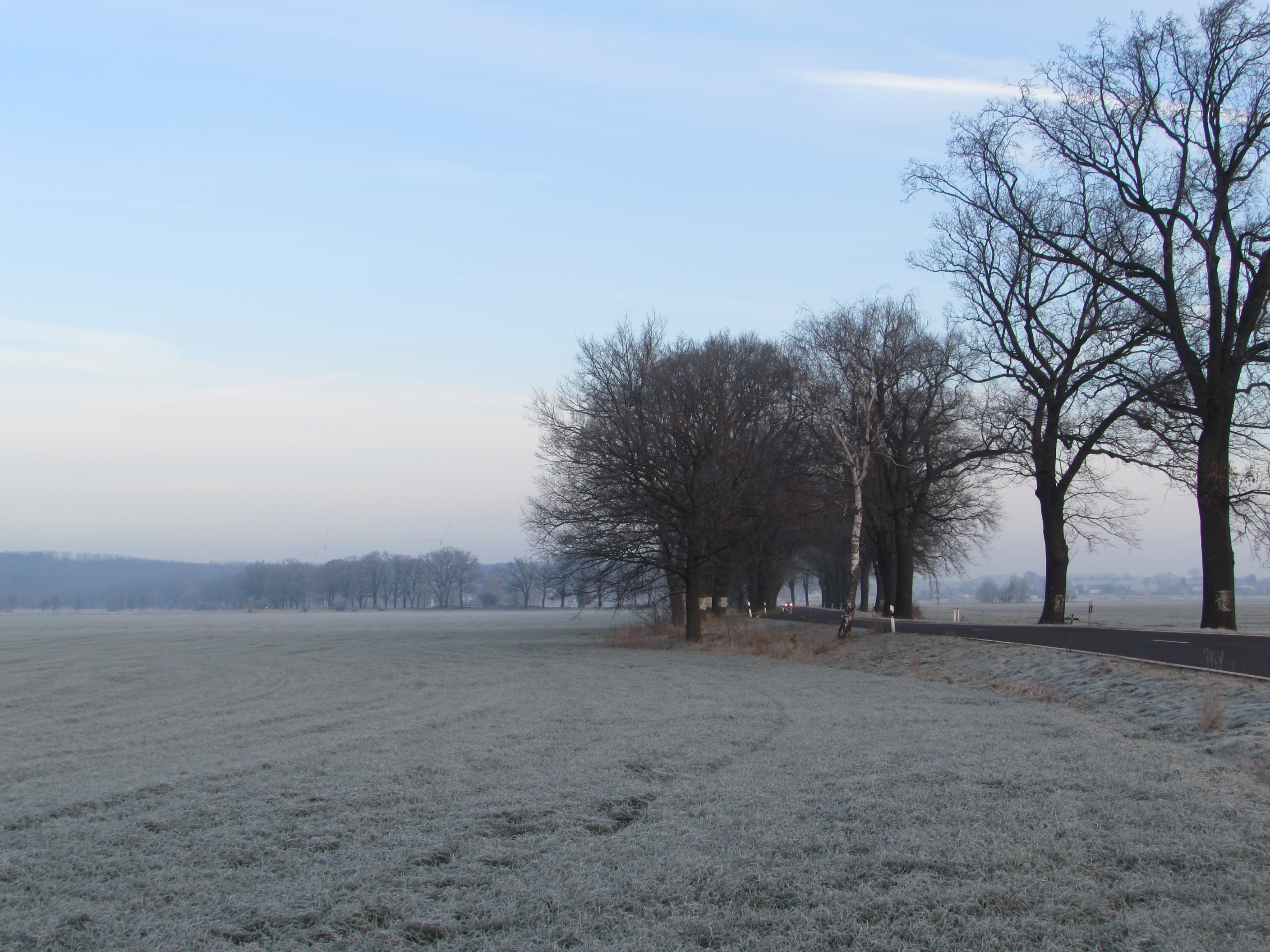
Der Fiener Damm

Südlich des Breitlingsees und des Möserschen Sees führte die Heerstraße durch die Neustädtische Heide, einem ausgedehnten städtischen Waldgebiet. Im Wald wurde die Buckau, ein zweiter kleinerer Fluss, überbrückt. Nördlich Mahlenziens gab es einen zweiten Krug im Straßenverlauf. Die ersten passierten Dörfer waren Viesen und Rogäsen am Rand der Karower Platte und des Fiener Bruchs. Etwa 500 Meter westlich Rogäsens bog die zuvor in westlicher Richtung führende Heerstraße scharf nach Süden in das Fiener Bruch, einem ausgedehnten eiszeitlichen Feuchtgebiet, welches zu jenen Zeiten noch nicht trockengelegt war, ab. Das Bruchtal wurde auf einem etwa anderthalb Kilometer langen aufgeschütteten Damm, dem Fiener Damm passiert. Südlich des Bruchs bog die Straße in südwestliche Richtung, passierte die leicht erhabene und darüber trockenliegende Bücknitzer Heide. 

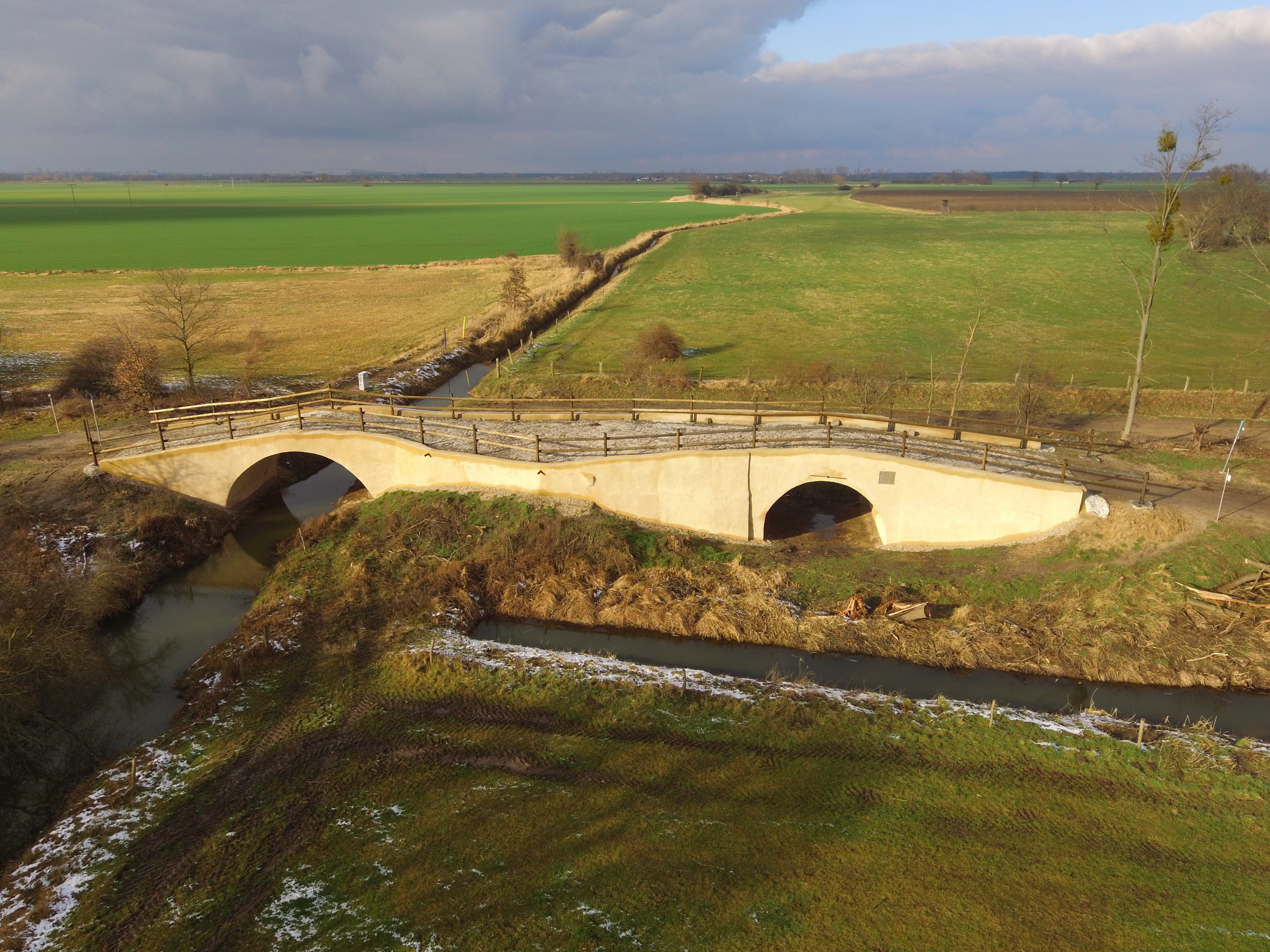
Die denkmalgeschützte mittelalterliche Klusbrücke über die Ehle als Teil der alten Heerstraße

Wichtige Stadt entlang der Route war Ziesar. 1688 war sie auf der Strecke als Zollort vermerkt und es existierte ein Postamt. Weitere Ortschaften auf dem Weg nach Magdeburg waren Schopsdorf, Magdeburgerforth, welches seinen Namen der Heerstraße verdankt und wo sich eine Furt über die Gloine befand, Drewitz, wo ein Galgen und ein Krug existierte, Glienicke etwas südlich der Straße, Hohenziatz, Tryppehna und Ziepel, ein Dorf mit Krug. Der etwa zehn Kilometer östlich Magdeburgs gelegene Ort Nedlitz war 1688 ein zweiter Zollort auf der Strecke. Zwischen Nedlitz und dem Dorf Wahlitz gab es abermals einen Galgen. Am Übergang über die Ehle, an der Klusbrücke befand sich ein weiterer Krug. Ab dort führte die Straße auf einem aufgeschütteten Damm, dem Klusdamm am Dorf Pechau vorbei und schließlich über die Elbe in die Stadt Magdeburg.

## Geschichte
Zur Slawenzeit bis ins Hochmittelalter führte der hauptsächliche Verkehr von und zu den Orten Dom Brandenburg und Altstadt Brandenburg nördlich der Havel über Plaue etwa im Verlauf der heutigen Bundesstraße 1. Jedoch existierte ab Plaue auch eine südliche Verbindung über den Handelsplatz Ziesar. Nach der Gründung der Neustadt Brandenburg und des Klosters Lehnin südlich der Havel zum Ende des 12. Jahrhunderts und dem Aufstieg Ziesars als Bischofsresidenz verlagerte sich ein großer Teil des Verkehrs auf den Verkehrsweg, der später die Heerstraße sein sollte. Dies lag auch daran, dass die Havelbrücke bei Plaue wiederholt zerstört wurde. 
1229 nutzte ein magdeburgisch-erzbischöfliches Heer die Straße für einen Feldzug gegen die Mark Brandenburg. Auf Höhe der Planequerung schlug das Heer die Brandenburger unter den Markgrafen Johann I. und Otto III. In der Neustädtischen Heide befindet sich der Diebesgrund, der im 15. Jahrhundert dem Räuber Habakuk Schmauch, der von dort Händler auf der Heerstraße überfiel, als Versteck gedient haben soll. Am 21. und 22. Juni 1412 zog Friedrich I., der vorherige Burggraf von Nürnberg und in Folge erste Fürst der Mark aus dem Haus Hohenzollern, als neuer Kurfürst über die Heerstraße nach Brandenburg. Ihm, beziehungsweise diesem Ereignis zu Ehren, wurde 1905 etwa auf Höhe des damaligen Krugs nördlich Mahlenziens in der Neustädter Heide der Hohenzollernstein, ein Denkmal, errichtet. Im Jahr 1433 erließ der Kurfürst Otto III. ein Verbot für Fuhrwerke. Diese sollten die nördliche Route über Plaue nehmen. Die Strecke über Ziesar war nur für den Verkehr in Richtung Anhalt oder Sachsen erlaubt. Dennoch verlor die Heerstraße nicht an Bedeutung. Ende des 15. Jahrhunderts ließ der Brandenburgische Bischof, dessen Residenz die Burg Ziesar war, den Fiener Damm erneuern, wofür er ein Dammgeld, einen Wegzoll kassierte. 
In der Landkarte Lantstraßen durch das Römische Reich des Kartografen Erhard Etzlaub tauchte 1501 als einzige Ost-West-Verbindung zwischen den Städten Brandenburg und Magdeburg die Heerstraße auf. In einem Kartenwerk von 1688, das die „zwei Wege von Brandenburg nach Magdeburg“ darstellte, wurde die Heerstraße als die „ordinere“ Verbindung beschrieben. Im 18. Jahrhundert war die Heerstraße Teilstrecke des Großen Klevischen Cours, einer bedeutenden Poststrecke von Berlin ins niederrheinische Kleve. 
Im 19. Jahrhundert wurde die nördliche Fernstraße über Plaue, Genthin und Burg bei Magdeburg zur Chaussee ausgebaut, worauf die Verbindung über Ziesar ihre Bedeutung verlor. Drei Abschnitte der alten Heerstraße sind im 21. Jahrhundert beispielsweise Teilstrecken von Landesstraßen. Dies sind die Abschnitte von der Umgehungsstraße in Brandenburg bis Wilhelmsdorf (L 93), von Rogäsen über den Fiener Damm (L 96) und von der Ortsumfahrung Ziesar bis Drewitz (L 93/L 52). Weitere Abschnitte sind kommunale und Kreisstraßen oder auch aufgelassene Feld- und Waldwege. In der Neustädtischen Heide in der Stadt Brandenburg lautet der offizielle Straßenname der Teilstrecke von Wilhelmsdorf bis zu einer Kreuzung, an der Straßen in die Ortsteile Mahlenzien und Kirchmöser abgehen, noch immer Magdeburger Heerstraße. Ein weiteres ehemaliges Teilstück zwischen Drewitz und Hohenziatz trägt den Namen Alte Poststraße.